# Talbot Memorial Bridge
Die Talbot Memorial Bridge,  irisch Droichead Cuimhneacháin an Talbóidigh, ist eine Straßenbrücke über den Fluss Liffey in Dublin, Irland.

## Geschichte
Die Talbot Memorial Bridge wurde in den 1970er Jahren gebaut und war nach einer fast fünfzigjährigen Pause die erste Brücke, die nach der Butt Bridge gebaut wurde. Der Bau der Brücke begann im Juni 1976 und wurde von der Bevölkerung mit Interesse verfolgt, da viele junge Dubliner noch nie den Bau einer Brücke in der Stadt gesehen hatten. Während der Bauarbeiten gab es einen bangen Moment, als sich ein Guinness-Kahn, die Lady Miranda, vom Anleger flussaufwärts losriss und gegen den Pfeiler der unvollendeten Brücke stieß. Die ganze Stadt atmete auf, als Taucher feststellten, dass der Pfeiler nur oberflächlich Schaden nahm.
Die Benennung erfolgte in Erinnerung an den Asketen Matt Talbot (1856–1925), einem katholischen Ehrwürdigen Diener Gottes und Vorbild der irischen Alkoholabstinenzbewegung.

## Bauwerk
Die Tablot Memorial Bridge ist die einzige Plattenbalkenbrücke in der Stadt. Sie besteht aus drei Feldern, wobei das mittlere mit einer Spannweite von 34 m das längste ist. Obwohl die Brücke aus Beton ist, fügt sie sich gut ins Stadtbild ein, weil die Oberflächen der vorgefertigten Bauteile bei der Herstellung mit Granitstaub behandelt wurden. Der Überbau besteht aus elf I-Träger, die als Fertigteile hergestellt wurden, deren Querschnitt sich von den Pfeilern bis zur Mitte der Öffnungen verjüngt. Die Träger sind seitlich mit Betonplatten verkleidet, um sie optisch ansprechender zu gestalten. Über den Trägern liegt die 180 mm dicke Fahrbahnplatte, die aus Ortbeton hergestellt wurde. Die Spannbetonträger wurden in einem zweistufigen Spannverfahren vorgespannt, um eine maximale Wirtschaftlichkeit des Tragwerks zu erreichen.